# Uldis Ģērmanis
Uldis Ģērmanis (Novaya Ladoga, Imperi Rus, 4 d'octubre de 1915 – Estocolm, 19 de desembre de 1997) fou un historiador, escriptor i publicista letó. El seu pare va ser Jānis Ģermanis, i el 1919 va retornar amb la seva família a la nova Letònia independent.
Va ensenyar història a la Universitat de Letònia a Riga des de 1943 i va obtenir el seu graduat. Durant la Segona Guerra Mundial, va ser mobilitzat a la Legió Letona i va servir dins la 19a Divisió Waffen SS de Granaders com a reporter militar. Uns quants dies abans de capitulació alemanya, va emigrar a Suècia, on va residir a Solna. El 1974 va rebre el seu doctorat d'història de la Universitat d'Estocolm.
Ģērmanis va ser membre de la fraternitat estudiantil letona Fraternitas Livonica des de 1935. La seva especialitat va ser la història letona moderna, especialment la de la Unió Soviètica i dels fusellers letons. La seva obra reveladora sobre Jukums Vācietis i el paper dels fusellers letons en la Revolució d'Octubre de 1917 va facilitar la recerca d'altres historiadors letons emigrats, sobretot amb de la feina primerenca d'Andrew Ezergailis.
El llibre Zili stikli, zaļi ledi (1968) descriu la seva experiència investigant la història de Vācietis. Ģērmanis va ser un dels estranys letons emigrats que van tenir accés a fonts primàries de l'RSS de Letònia en el moment. En el llibre, descriu les sospites que va rebre tant de les autoritats letones soviètiques com del seu amic emigrat, que van qüestionar els seus motius per investigar la història dels letons bolxevics.
El 1958, Ģērmanis va completar des de l'exili The Latvian Saga, on presenta història letona en forma de novel·la. El 2007 es va publicar en anglès l'onzena edició del llibre i, alhora, les obres de Ģērmanis van anar esdevenint populars a Letònia.
Uldis Ģērmanis va ser escollit membre de l'Acadèmia de Ciències de Letònia el 1992 i va rebre l'Orde de les Tres Estrelles el 1995.